# Uffe Haagerup
Uffe Haagerup, né le 19 décembre 1949 à Kolding et mort le 5 juillet 2015 à Fåborg, est un mathématicien danois.

## Biographie
Il étudie à l'université de Copenhague et obtient son diplôme de maîtrise en 1974. En 1981, il devient le plus jeune professeur universitaire en sciences au Danemark. Il enseigne alors à l'université d'Odense.
Dans ses recherches, il se spécialise dans l'algèbre d'opérateurs, la théorie des groupes et la géométrie. Il s'intéresse aussi à la théorie des probabilités et aux matrices stochastiques. Il travaille à Philadelphie, puis à l'UCLA avec Vaughan Jones. Il est connu notamment pour la propriété de Haagerup, le sous-facteur de Haagerup, le sous-facteur de Asaeda-Haagerup and la liste de Haagerup.
De 2000 à 2006, il est rédacteur en chef du journal Acta Mathematica. Il travaille au département de mathématiques de l'université de Copenhague de 2010 à 2014 grâce à une bourse du Conseil européen de la recherche, puis est nommé professeur de mathématiques à l'université du Danemark du Sud en 2015.
Il se noie accidentellement pendant ses vacances le 5 juillet 2015.

## Prix et distinctions
En 2012 il est le dernier lauréat du European Latsis Prize (en) décerné par la Fondation européenne de la science « pour ses contributions fondatrices et importantes à la théorie des algèbres d'opérateurs ». Il est membre de l'Académie danoise des Sciences et Lettres et de l'Académie norvégienne des Sciences et Lettres.